# NGC 1559
| Galáxia espiral barrada NGC 1559 |                                                           |
|                                  |                                                           |
| Dados do catálogo:               |                                                           |
| Classificação do objeto:         | SBc                                                       |
| Brilho superficial               | 12,4                                                      |
| Massa (Sol=1)                    | ----                                                      |
| Outras denominações:             | ESO 084-G010, h 2634, GC 843, AM 0417-625, PGC 14814, etc |

NGC 1559 é uma galáxia espiral barrada localizada a cerca de cinquenta milhões de anos-luz de distância na direção da constelação da Rede. Possui uma magnitude aparente de 10,4, uma declinação de -62º 47' 04" e uma ascensão reta de 4 horas, 17 minutos e 36,7 segundos.